# 23692 Nandatianwenners
23692 Nandatianwenners este o planetă minoră (asteroid), cu un diametru de 7,108 km, din centura de asteroizi. A fost descoperită pe 20 mai 1997 la Xinglong Station⁠(d) de Beijing Schmidt CCD Asteroid Program⁠(d). 
Obiectul prezintă o orbită caracterizată de o semiaxă mare de 2,6547447 UAi, o excentricitate de 0,15, o înclinație de 12,92797 ° în raport cu ecliptica.